# 뉴블레현
뉴블레현(스페인어: Provincia de Ñuble)은 칠레 비오비오주를 구성하는 4개의 현 가운데 하나로 현도는 치얀이며 면적은 13,178.5km2, 인구는 460,113명(2012년 기준), 인구 밀도는 35명/km2이다.